# اندیس ژاکار

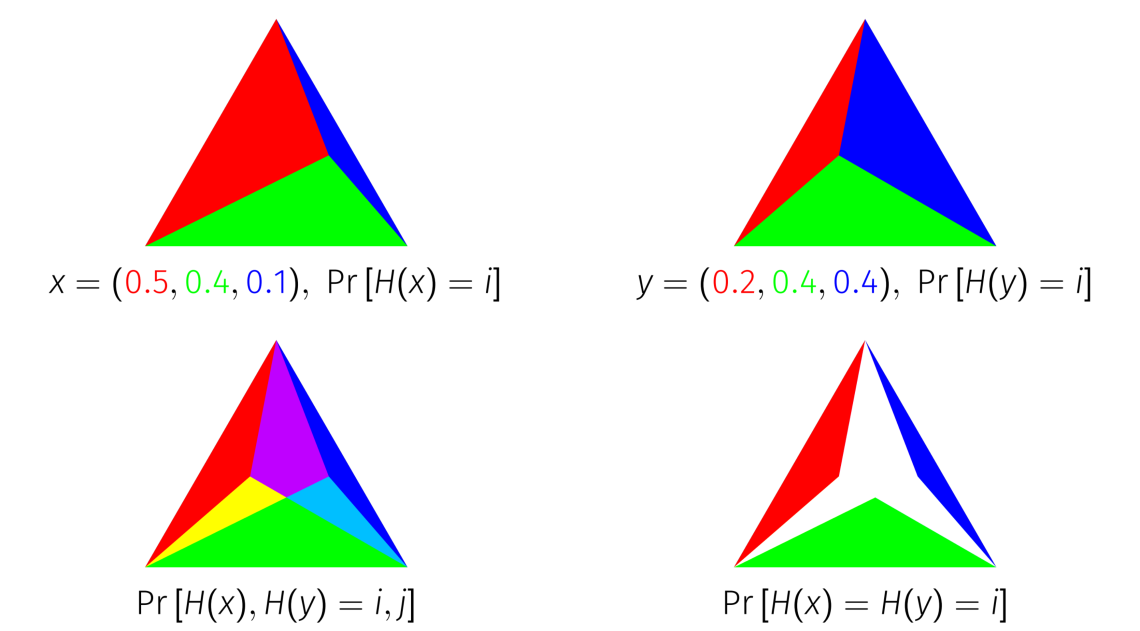
اندیس ژاکار

اندیس ژاکار (به انگلیسی: Jaccard index) یا ضریب شباهت ژاکار (به فرانسوی: coefficient de communauté) معیاری برای مقایسه شباهت یا تفاوت مجموعه نمونه‌های آماری است.
میزان شباهت دو مجموعه نمونه با توجه به اندیس ژاکار {\displaystyle J(A,B)}، از تقسیم تعداد اشتراک دو مجموعه بر تعداد اجتماع دو مجموعه به دست می‌آید.
{\displaystyle J(A,B)={{|A\cap B|} \over {|A\cup B|}}.}
همچنین، فاصله ژاکار {\displaystyle J_{\delta }(A,B)} که میزان تفاوت دو مجموعه نمونه را می‌سنجند، با کم کردن میزان شباهت ژاکار از یک بدست می‌آید. همین‌طور با کسر تعداد اشتراک از تعداد اجتماع دو مجموعه و تقسیم آن به تعداد اجتماع دو مجموعه می‌توان فاصله ژاکار بین آن دو مجموعه را محاسبه کرد.
{\displaystyle J_{\delta }(A,B)=1-J(A,B)={{|A\cup B|-|A\cap B|} \over |A\cup B|}.}
اندیس ژاکار یک تابع استاندارد فاصله (متریک) است.

## شباهت صفت‌های دودویی نامتقارن
دو شیء A و B را در نظر می‌گیریم که هر کدام شامل n صفت دودویی هستند. با استفاده از ضریب ژاکار می‌توان میزان صفت‌های مشترک بین A و B را محاسبه کرد. هر صفتی از A و B می‌تواند دارای مقدار ۰ یا ۱ باشد. تعداد کل شیوه‌های مختلف ترکیب صفات در A و B به شکل زیر مشخص می‌شود:
{\displaystyle M_{11}} نشان دهنده تعداد کل صفاتی است که در آن A و B هر دو مقدار ۱ دارند.
{\displaystyle M_{01}} نشان دهنده تعداد کل صفاتی است که صفت A برابر ۰ و صفت B برابر ۱ است.
{\displaystyle M_{10}} نشان دهنده تعداد کل صفاتی است که صفت A برابر ۱ و صفت B برابر ۰ است.
{\displaystyle M_{00}} نشان دهنده تعداد کل صفاتی است که در آن A و B هر دو مقدار ۰ دارند.
هر صفت می‌بایست در یکی از چهار گروه فوق قرار بگیرد؛ بنابراین:
{\displaystyle M_{11}+M_{01}+M_{10}+M_{00}=n.}
ضریب شباهت ژاکار به این طریق بدست می‌آید:
{\displaystyle J={M_{11} \over M_{01}+M_{10}+M_{11}}.}
همچنین فاصله ژاکار به شکل زیر محاسبه می‌شود:
{\displaystyle J'={M_{01}+M_{10} \over M_{01}+M_{10}+M_{11}}.}

### شاخص ژاکار در ماتریس درهم‌ریختگی دسته‌بندی دوتایی
در ماتریس درهم‌ریختگی که برای دسته‌بندی دوتایی بکار میرود، شاخص ژاکار را م یتوان با فرمول زیر قالببندی کرد:
{\displaystyle {\text{Jaccard index}}={\frac {TP}{TP+FP+FN}}}
که منظور از  TP همان مثبت درست، FP همان مثبت کاذب، و FN همان منفی کاذب هستند.